# Ivan Albright
Pour les articles homonymes, voir Albright.
 (décembre 2024).
Si vous disposez d'ouvrages ou d'articles de référence ou si vous connaissez des sites web de qualité traitant du thème abordé ici, merci de compléter l'article en donnant les références utiles à sa vérifiabilité et en les liant à la section « Notes et références ».
Ivan Le Lorraine Albright (20 février 1897 - 18 novembre 1983) est un peintre, graveur et sculpteur américain appartenant au courant du réalisme magique, connu pour ses autoportraits, études de caractère, et natures mortes.

## Biographie

### Enfance
Ivan Albright et son frère jumeau  Malvin sont nés près de Chicago à North Harvey, dans l'Illinois, de Adam Emory Albright et Clara Wilson Albright. Leur père était  peintre de paysage, et venait d'une famille de maitres  armuriers dont le nom original était « Albrecht ». Les deux frères furent inséparables durant l'enfance, et une partie de l'âge adulte. Tous deux s'inscrivent à l'Art Institute of Chicago. À la suite d'un pile ou face, le hasard décida qu'Ivan étudierait la peinture et Malvin la sculpture. Durant ses années de formation, Ivan, admire en particulier l'œuvre du Greco et de Rembrandt, mais il développe assez vite son propre style.

### Formation
Albright poursuit ses études à la  Northwestern University, mais les abandonne pour suivre des cours d'architecture  à Urbana-Champaign dans l'université de l'Illinois. Durant la Première Guerre mondiale il fait des dessins médicaux pour un hôpital de Nantes en France. Ce travail morbide influença probablement son style futur. Ayant brièvement travaillé dans l'architecture et la publicité, il s'éloigne du monde commercial et se met sérieusement à la peinture. Après avoir habité  Philadelphie aux alentours de 1925 et 1926, il revient dans l'Illinois, où il connait son premier grand succès lors de sa première exposition en 1930. 

### Début de carrière
La peinture mystérieuse et sombre d'Albright est une des plus méticuleuses jamais réalisées, nécessitant souvent plusieurs années pour son achèvement. Le détail minutieux d'une dentelle et la texture du bois brisé sont recréés en utilisant un pinceau à un seul poil. La quantité d'effort qu'il met dans ses peintures l'accapare au point que pendant la grande dépression il demande des prix 30 à 60 fois plus élevés que ceux demandés par des artistes comparables, si bien que les ventes se font rares. Afin de survivre il compte sur le soutien de son père, et fait de menus travaux de menuiserie. Une de ses anciennes peintures, The Lineman (c.-à-d. « L'ouvrier des lignes »), remporte un prix et fait la couverture du magazine Electric Light and Power. Toutefois sa vision désespérée provoque la polémique parmi le lectorat, qui n'apprécie pas une telle représentation. Les rédacteurs finiront par prendre leurs  distances d'avec l'œuvre d'Albright.

### Reconnaissance de son œuvre
Dans la plupart de ses travaux Albright s'est concentré sur certains thèmes, en particulier la mort, la vie, l'esprit et la matière, et les ravages du temps. Il a peint des œuvres très complexes, et les titres sont assortis à leur complexité. Il n'intitulait pas une peinture avant qu'elle n'ait été terminée, et alors il choisissait plusieurs possibilités, plus poétiques que descriptives, avant de se décider. Un exemple significatif est Poor Room - « il n'y a pas de temps, pas de fin, pas d'aujourd'hui, pas d'hier, pas de demain, seulement  le toujours, et pour toujours et toujours, sans fin (la fenêtre) », les deux derniers mots décrivant réellement la peinture (c'est ainsi qu'elle est généralement référencée). Une autre peinture, «  Et l'homme a créé Dieu à sa propre image»,  s'est appelée  « Et Dieu a créé l'homme à sa propre image » quand elle fut exposée dans le sud des États-Unis. Un de ses tableaux les plus célèbres, qui lui a pris environ dix années de travail, fut intitulée « That Which I Should Have Done I Did Not Do (The Door)» (ce que je devrais avoir fait que je n'ai pas fait (la porte)), et  gagna le premier prix dans trois importantes expositions, à New York, Chicago, et  Philadelphie en 1941. Le prix du Metropolitan Museum of Art de New York était une récompense de 3 500 $ pour l'achat du tableau et d'une place dans la collection permanente. Mais, ne voulant pas laisser partir son œuvre pour moins de 125 000 $, Albright  prit la  médaille du premier prix à la place, ce qui lui permettait de conserver la peinture.

### Le Portrait de Dorian Gray

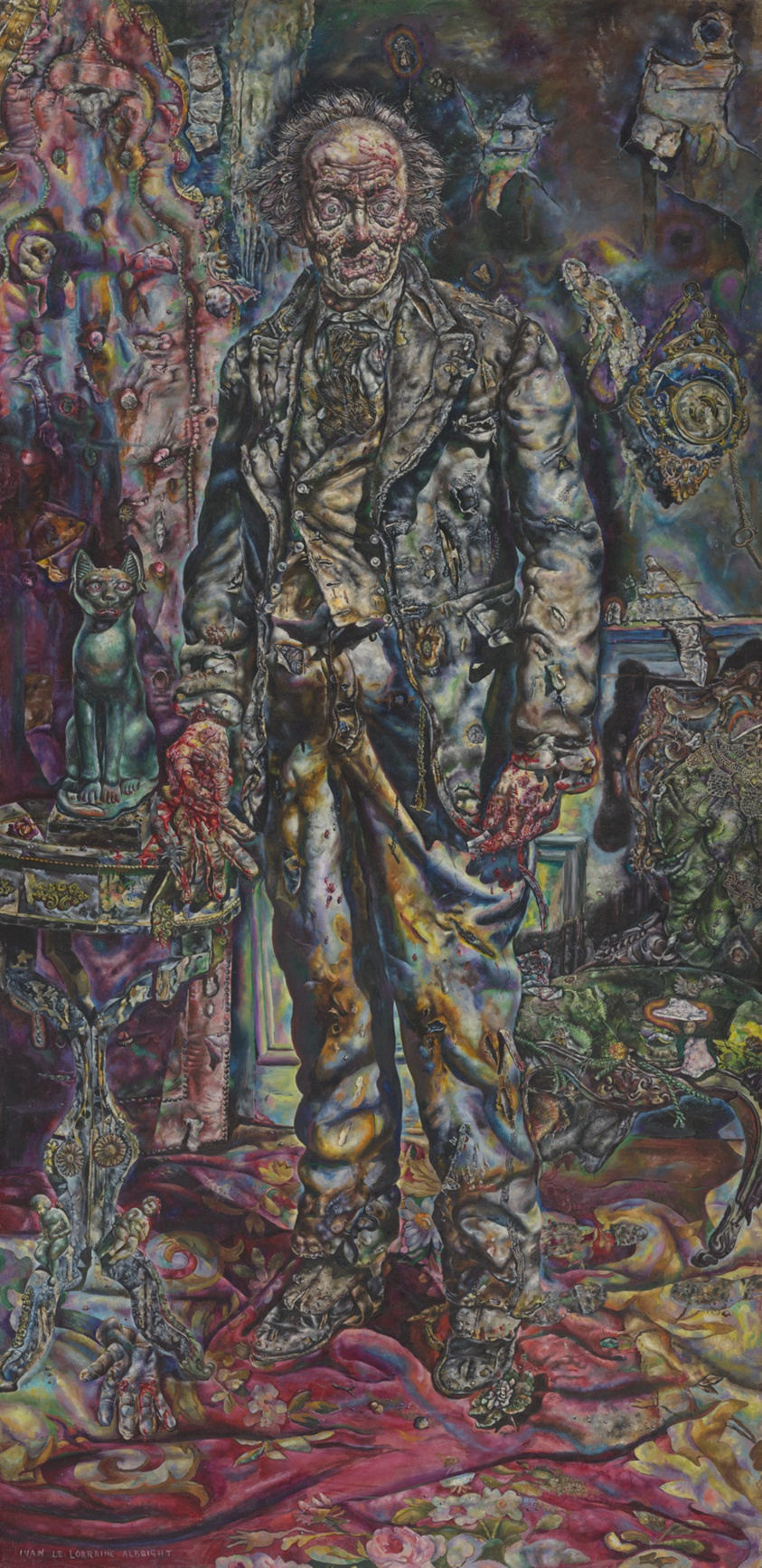
Albright, Portrait de Dorian Gray (1944) Art Institue of Chicago.

En 1943 il reçoit la commande pour faire le Portrait de Dorian Gray pour l'adaptation au cinéma par Albert Lewin du roman d'Oscar Wilde. Sa description réaliste, mais exagérée, des signes de maladies et de corruption en faisait l'artiste parfait pour entreprendre un tel projet. L'œuvre représente avec une profusion de détails abjects peints avec une grande minutie le dernier stade de la métamorphose. Son frère fut choisi pour faire le  portrait non corrompu de Dorian Gray, mais il fut remplacé par Henrique Medina. Il doit en grande partie sa célébrité à ce film, dont le tableau est l'élément principal.

### Habitudes de travail
Durant toute sa vie Albright fut un artiste prolifique, travaillant comme imprimeur, graveur aussi bien que peintre. Il fabriquait ses propres peintures et fusains. Extrêmement scrupuleux des moindres détails, il crée des installations raffinées pour ses toiles avant de commencer le travail. Il était obsédé par la lumière au point de peindre en noir son atelier, et de porter une blouse noire pour éviter toute lumière parasite.

### Fin de sa vie
À la fin de  sa vie il  vivait à Woodstock, dans le Vermont. En dépit du temps passé à voyager à travers  le monde, il n'a jamais cessé de travailler. Dans les trois années qui lui restèrent à vivre Albright fit plus de vingt autoportraits, dessinant les derniers sur son lit de mort en 1983.